# Sinalbin
Sinalbin ist ein Senfölglycosid, das unter anderem im Weißen Senf enthalten ist. Es handelt sich dabei um das Salz von Glucosinalbin mit Sinapin. Sinapin ist wiederum ein Ester der Sinapinsäure mit Cholin.

## Vorkommen

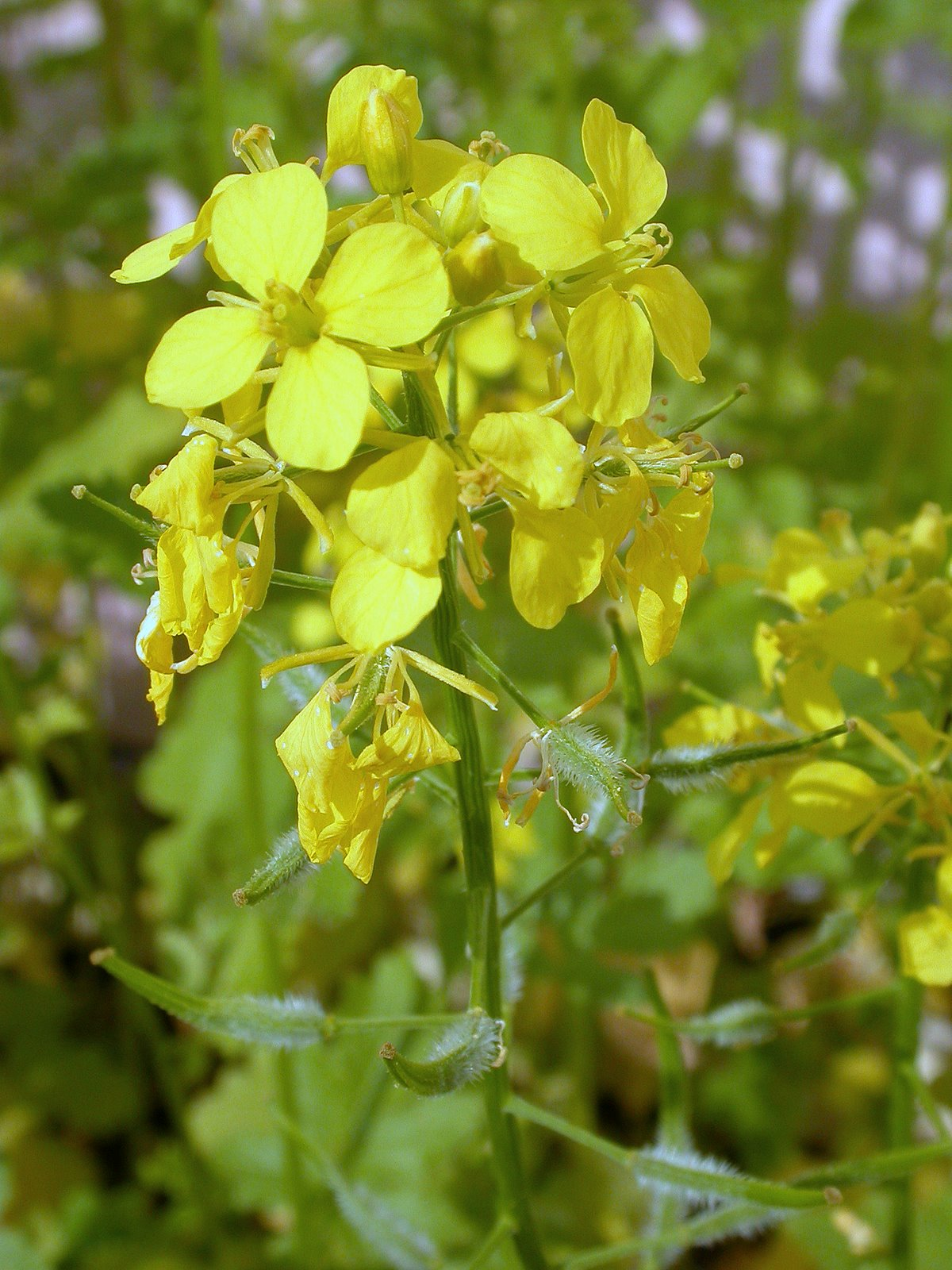
Weißer Senf (Sinapis alba)

Sinalbin ist die Hauptaromakomponente des Weißen Senfs. Es wurde 1831 zum ersten Mal aus der Pflanze isoliert.

## Eigenschaften
Aus dem Kation des Sinalbins, Glucosinalbin, wird durch Einwirkung des Enzyms Myrosinase, das in der Zelle der Pflanze an anderer Stelle gespeichert ist, unter Abspaltung der Glucose das Senföl 4-Hydroxybenzylisothiocyanat freigesetzt. Dieses erzeugt den typisch scharfen Geschmack des Senfs.

## Nachweis
Die wichtigsten Inhaltsstoffe des Weißen Senfs können durch Einsatz der Hochleistungsflüssigkeitschromatographie in Kopplung mit der Massenspektrometrie qualitativ und quantitativ nachgewiesen werden.